# Jan-Moritz Lichte
Jan-Moritz Lichte (Kassel, Alemania Federal, 12 de enero de 1980) es un exfutbolista y entrenador alemán. Actualmente está libre.

## Trayectoria
Como jugador se desempeñó de centrocampista y pasó gran parte de su carrera en el KSV Baunatal.
Tras su retiro comenzó su carrera como entrenador asistente. En 2017 llegó al Maguncia 05 y fue nombrado primer entrenador del equipo para la Bundesliga 2020-21, pero dimitió 3 meses más tarde.

## Clubes

### Como jugador
| Club                  | País     | Año       |
| --------------------- | -------- | --------- |
| KSV Baunatal          | Alemania | 1998-2007 |
| S. C. Paderborn 07 II | Alemania | 2007-2009 |

### Como entrenador
| Club                                | País     | Año       |
| ----------------------------------- | -------- | --------- |
| S. C. Paderborn 07 (asistente)      | Alemania | 2009-2011 |
| F. C. St. Pauli (asistente)         | Alemania | 2011-2012 |
| Bayer 04 Leverkusen (asistente)     | Alemania | 2012-2014 |
| Hannover 96 (asistente)             | Alemania | 2015      |
| 1. F. S. V. Maguncia 05 (asistente) | Alemania | 2017-2020 |
| 1. F. S. V. Maguncia 05             | Alemania | 2020      |